# Oblężenie Waldshut
Oblężenie Waldshut – oblężenie, które miało miejsce w 1468 w trakcie walk pomiędzy Szwajcarami a Austriakami o władzę w Sundgau w południowym Schwarzwaldzie, zakończone oblężeniem i zdobyciem miasta Waldshut.
W II połowie XV stulecia kilkakrotnie dochodziło do konfliktów pomiędzy szlachtą austriacką oraz miastami południowo-niemieckimi. Austriacy wielokrotnie organizowali wyprawy łupieżcze, napadając na kupców miejskich. Sytuację na swoją korzyść postanowili wykorzystać Szwajcarzy, których celem było rozszerzenie swoich wpływów na ziemiach położonych na północ od Renu. W tym celu zawiązali sojusz z niemieckimi miastami Schaffhausen (1454), Rottweil (1463) i Mülhausen (1466).
Konflikt zapoczątkowały dwa wydarzenia: w roku 1467 burmistrz Schaffhausen dostał się do niewoli austriackiej, rok później Habsburgowie ograniczyli prawa miasta Mülhausen. Kilka miesięcy później siły szwajcarskie rozpoczęły wyprawę łupieżczą w region Sundgau w Schwarzwaldzie, zajmując w czerwcu 1468 r. miasta Klettgau, St. Blasien i Tiengen.
Pod koniec lipca rozpoczęło się oblężenie Waldshut. Zdziesiątkowani obrońcy stawili gwałtowny opór. Dnia 27 sierpnia na krótko przed upadkiem miasta siły szwajcarskie z Berna i Basel podpisały układ pokojowy z obrońcami Waldshut. Aby przyśpieszyć koniec walk, wygłodzonym żołnierzom przekazano nawet tłustego barana. W traktacie tym Habsburgowie zobowiązali się do zapłacenia odszkodowania za wszystkie wyrządzone szkody oraz przekazania miasta Waldshut w zastaw. Tzw. wojna o Waldshut nie przyniosła praktycznie żadnych większych terytorialnych zmian. Jednym wyjątkiem było miasto Wessenberg położone na południe od Renu i wioski Hottwil oraz Mandach, zdobyte przez Berneńczyków.